# Дебют Сокольского
Дебю́т Соко́льского (также «польский дебют»/«польское начало», «дебют орангутанга», «дебют Бугаева») — шахматный дебют, начинающийся ходом 1. b2-b4. Относится к фланговым началам.
Назван в честь Алексея Сокольского, исследовавшего этот дебют.

## История
Ранее ход 1. b2-b4 применялся Савелием Тартаковером, давшим ему шуточное название «Дебют орангутанга». История гласит, что в выходной день участники Нью-Йоркского турнира 1924 года посетили Бронксский зоопарк. Там Савелий Тартаковер подружился с ручным орангутангом Сюзанной. Ему столь понравилось общение с этим умным животным, что он пообещал посвятить ей свою следующую партию. Это была партия Тартаковер — Мароци, начатая этим дебютом, сыгранная в ничью. Так появилось ещё одно шутливое название данного дебюта — «дебют орангутанга».
Входит в категорию «неправильных» начал. В дореволюционных изданиях называется «дебютом Бугаева», по фамилии русского шахматиста Николая Бугаева, который в сеансе одновременной игры 7 февраля 1896 года, применив этот дебют, выиграл у экс-чемпиона мира Вильгельма Стейница.
В некоторых руководствах этот дебют назван «Польским началом», так как он встречался регулярно на турнирах польских шахматистов 1925—1935 гг.
До 1950-х гг. систематизация и разработка вариантов этого начала не производилась, и стратегические идеи были нераскрытыми. Статья А. Сокольского в 1953 году считается первой в шахматной литературе попыткой обобщить и систематизировать опыт применения данного дебюта. Сам же А. Сокольский применял этот дебют на различных соревнованиях ещё с 1930-х гг. (первенство ВЦСПС 1936 г., Ленинграда 1937 г., полуфиналы XI или XIX первенства СССР, первенство Украины 1951 г. и др.).
В настоящее время данный дебют в гроссмейстерских турнирах практически не встречается. Тем не менее, его можно встретить на чемпионате мира по блицу.

## Идея
Идея дебюта — получить перевес в пространстве на ферзевом фланге при одновременном развитии слона Сc1-b2, что создаёт давление на центральные поля d4 и e5, а также королевский фланг чёрных. Продвигая пешку b до открытия слона f8 белые успевают это сделать и не тратить темп на ход a3. Далее может последовать продвижение b5, и затем a4 и c4.
Чёрные в ответ имеют большой выбор вариантов первого хода, среди которых основными являются ответы e5 и d5, также интересными считаются индийские построения после Кf6.

## Варианты
- Гамбитный вариант 1. b2-b4 e7-e5 2. Сc1-b2 f7-f6 3. e2-e4 Сf8xb4 4. Сf1-c4
- Вариант 1. … e7-e5 2. Сc1-b2 f7-f6 3. b4-b5 d7-d5 4. e2-e3
- Разменный вариант
  - 1. … e7-e5 2. Сc1-b2 Сf8xb4 3. Сb2xe5
  - 1. … e7-e5 2. Сc1-b2 d7-d5 3. Сb2xe5 Кb8-c6 4. Сe5-b2 Кc6xb4
- Вариант 1. … e7-e5 2. Сc1-b2 d7-d6
- Староиндийское построение 1. … Кg8-f6 2. Сc1-b2 g7-g6
- Новоиндийское построение 1. … Кg8-f6 2. Сc1-b2 e7-e6 3. b4-b5 b7-b6
- Основной вариант
  - 1. … Кg8-f6 2. Сc1-b2 d7-d5 3. e2-e3
  - 1. … Кg8-f6 2. Сc1-b2 e7-e6 3. b4-b5
- Вариант с развитием слона на f5 1. … d7-d5 2. Сc1-b2 Сc8-f5
- Система с выводом ферзя на втором ходу
  - 1. … d7-d5 2. Сc1-b2 Фd8-d6
  - 1. … c7-c6 2. Сc1-b2 Фd8-b6
- Голландское построение 1. … f7-f5 2. Сc1-b2 Кg8-f6
- Белорусское построение 1. … Кb8-a6 2. b4-b5 Ka6-c5 или 2. а2-а3 с7-с5 (идея предложена минским шахматистом В. Рубинчиком в его книге «На шахматныя тэмы», 2007 г.)